# Lahn (folyó)
A Lahn folyó Németország területén a Rajna-vidék egyik vízgyűjtője.

## Megyék, tartományok és városok a folyó mentén
- Hessen: Marburg, Giessen, Wetzlar, Limburg
- Rajna-vidék-Pfalz: Nassau, Niederlahnstein, Koblenz

## Külső hivatkozások
- Lahn River, Encycloapedia Britannica (angolul)